# Marinalva de Almeida
Marinalva de Almeida (Santa Isabel do Ivaí, 27 de agosto de 1977) é uma atleta paralímpica e palestrante motivacional brasileira. Ficou nacionalmente conhecida ao participar do Big Brother Brasil 17, ficando em quinto lugar na competição.

## Biografia
Aos quinze anos, na sequência de um acidente rodoviário, ela teve a perna esquerda amputada. Recebeu um convite de um amigo para praticar corrida de rua quando fazia um curso de ginástica laboral no Senai. Foi competir nos Estados Unidos em uma prova para pessoas amputadas que corriam de muletas e completou os 10 quilômetros.
Atleta da equipe Corredores Reunidos de Itu e Adaptados (CRIA Itu), Marinalva é a atual recordista nacional brasileira de salto em distância.

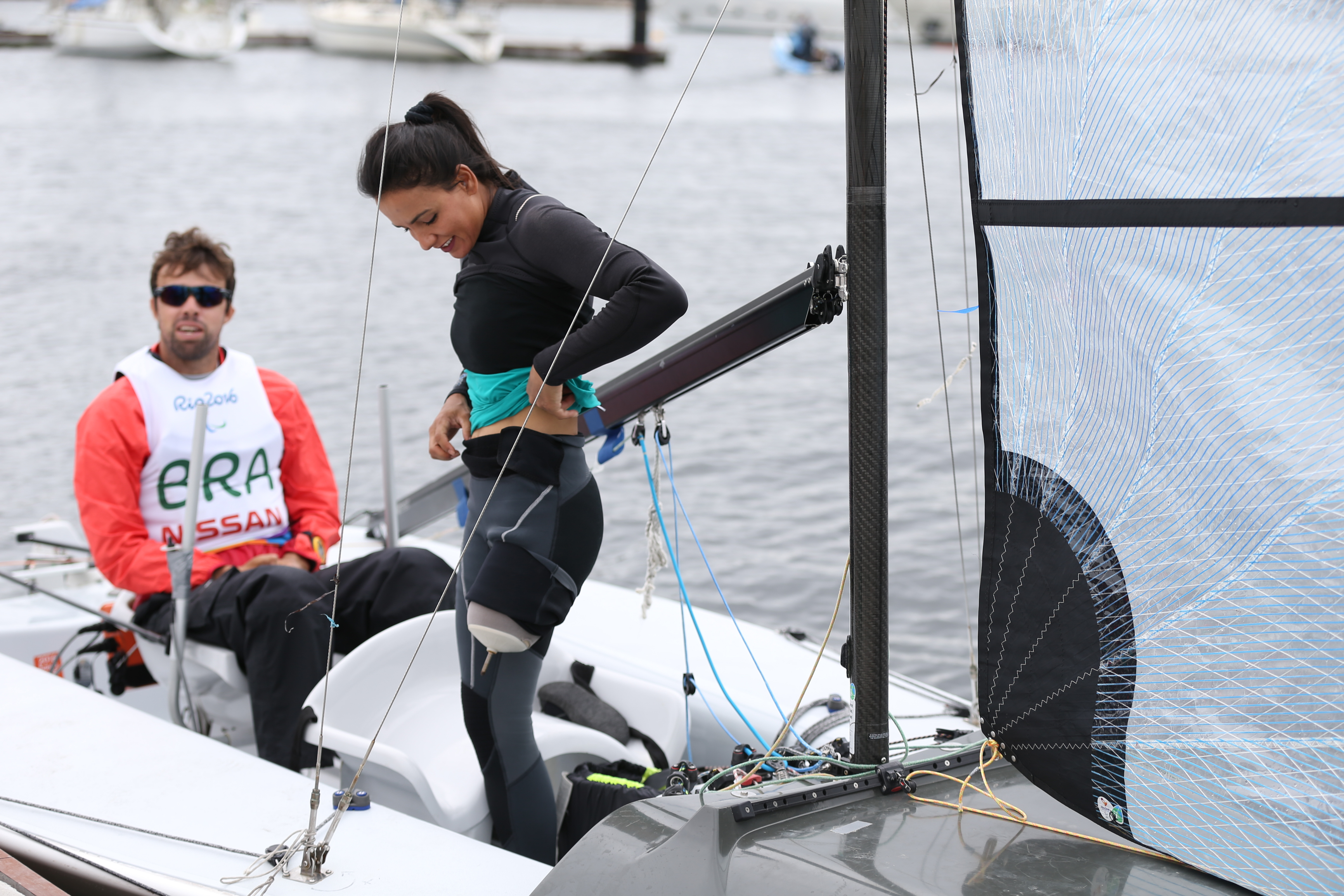
Marinalva e Bruno Landgraf na Rio 2016.

Marinalva participou dos Jogos Paralímpicos de Verão de 2016 na vela, junto do ex-goleiro Bruno Landgraf das Neves.
Em 2017, foi participante da 17ª temporada do Big Brother Brasil, reality show da Rede Globo. Foi a primeira Pessoa Com Deficiência (PCD) da história do programa no país. Marinalva terminou em quinto lugar na competição.

## Melhores marcas pessoais
- Arremesso do peso: 5.86m Jogos Abertos do Interior, Bauru (SP) em 21.11.2012.[5]
- Lançamento do disco: 16.78m [Jogos Abertos do Interior, Bauru (SP), 21.11.2012]
- Salto em distância: 2.47m [3ª Etapa Nacional do Circuito Loterias Caixa - Ibirapuera (SP)-recorde nacional brasileiro]
- Quinto lugar no reality show Brasileiro "'Big Brother Brasil (2017)"'

## Palmarés
Arremesso do peso
- 1º - Jogos Regionais - Mogi (SP) - 2011
- 1º - Jogos Regionais - Atibaia (SP) - 2012[6]

Lançamento do dardo
- 1º - Jogos Regionais - Mogi (SP) - 2011
- 1º - Jogos Regionais - Atibaia (SP) - 2012

1º - Jogos Abertos do Interior - Bauru (SP) - 2012
Salto em distância
1º - 1ª Etapa Nacional do Circuito Loterias Caixa - São Paulo (SP) - 2011 [recorde nacional brasileiro]
- 3º - 1ª Etapa Nacional do Circuito Loterias Caixa - São Paulo (SP) - 2012

Corrida
- 1º - Corrida e Caminhada PCD (Circuito de Corrida Pedestre) - Salto (SP) - 2011